# Zapasy na Igrzyskach Panamerykańskich Młodzieży 2021
Zapasy na igrzyskach panamerykańskich młodzieży odbyły się w dniach 1-4 grudnia 2021 roku w Hockey Miguel Calero Arena w Cali. Zawodnicy rywalizowali w  osiemnastu konkurencjach (w 12 męskich i 6 żeńskich). 

## Tabela medalowa
Gospodarz zawodów został zaznaczony kolorem.
| Poz. | Państwo           |    |    |    | Łącznie |
| ---- | ----------------- | -- | -- | -- | ------- |
| 1    | Kuba              | 9  | 3  | 3  | 15      |
| 2    | Stany Zjednoczone | 4  | 2  | 6  | 12      |
| 3    | Kolumbia          | 2  | 1  | 4  | 7       |
| 4    | Wenezuela         | 1  | 1  | 7  | 9       |
| 5    | Brazylia          | 1  | 0  | 3  | 4       |
| 6    | Ekwador           | 1  | 0  | 1  | 2       |
| 7    | Meksyk            | 0  | 6  | 6  | 12      |
| 8    | Peru              | 0  | 2  | 1  | 3       |
| 9    | Dominikana        | 0  | 1  | 2  | 3       |
| 10   | Argentyna         | 0  | 1  | 0  | 1       |
| .    | Gwatemala         | 0  | 1  | 0  | 1       |
| 12   | Panama            | 0  | 0  | 2  | 2       |
| 13   | Chile             | 0  | 0  | 1  | 1       |
|      | Łącznie           | 18 | 18 | 36 | 72      |

## Medale

### Mężczyźni

#### Styl klasyczny
| Konkurencja    | Złoto           | Srebro            | Brąz                            |
| 60 kilogramów  | Ronaldo Sanchez | Yonaiker Martínez | Phillip Moomey Jeremy Peralta   |
| 67 kilogramów  | Yonat Veliz     | Carlos Fuentes    | Fernando Ferrer Dominic Damon   |
| 77 kilogramów  | Alain Moreno    | Ryan Cubas        | Diego Macías Daniel Bello       |
| 87 kilogramów  | Yan Algudin     | Kodiak Stephens   | Pedro Bello Juan Leonardo Díaz  |
| 97 kilogramów  | Igor Alves      | Liober Betancourt | Max Madrid de León Daniel Veliz |
| 130 kilogramów | Jeisse Sánchez  | Beder Cantu       | Eli Pannell Kevin Morales       |

#### Styl wolny
| Konkurencja    | Złoto            | Srebro                | Brąz                                    |
| 57 kilogramów  | Osmany Diversent | Enrique Herrera       | Richard Figueroa Erick Barroso          |
| 65 kilogramów  | Lukas Chittum    | Hector González       | Inoisbel González José Esteban González |
| 74 kilogramów  | Rocco Welsh      | Juan Gabriel Martínez | Pedro da Silva Geannis Garzsón          |
| 86 kilogramów  | Sam Wolf         | Juan Ituriza          | Steven Rodríguez Kristian Quiñonez      |
| 97 kilogramów  | Arturo Silot     | Peter Casale          | Josue Campos Carlos Mendoza             |
| 125 kilogramów | Matthew Cover    | Luis Rodrigo Orozco   | Darwin Araujo Yoan Robert               |

### Kobiety

#### Styl wolny
| Konkurencja   | Złoto           | Srebro            | Brąz                          |
| 50 kilogramów | Lucía Yépez     | Greili Bencosme   | Yorlenis Morán Gloria Asca    |
| 53 kilogramów | Laura Hérin     | Zeltzin Hernández | Javiera Ortega Mariana Rojas  |
| 57 kilogramów | Yaynelis Sanz   | Tatiana Hurtado   | Paulina Romero Mayra Parra    |
| 62 kilogramów | Astrid Montero  | Yolanda Cordero   | Aliyah Yates Meiriele Santos  |
| 68 kilogramów | Dayanna Parrado | Sandra Escamilla  | Gloria Segura Thaissa Ribeiro |
| 76 kilogramów | Milaimys Marín  | Linda Machuca     | Kylie Welker Maria Ceballos   |